# Сіктях
Сіктя́х (рос. Сиктях) — село в Булунському улусі, Республіка Саха, Росія. Центр і єдине село Сіктяхського наслегу.
Село розташоване на лівому березі річки Лена, в місці, де в неї вливаються притоки Табалах-Сасира (протока), Бичики зліва та Куранах-Сіктях справа. На північно-західній околиці розташоване озеро Аччигий-Тюптелір. Населення становить 267 осіб (2001; 0,3 тис. в 1989).
Засноване в 1934 році. В селі знаходяться пристань, господарський центр «Сіктях» (оленярство, рибальство, звірівництво), початкова школа, лікарня.